# CSS Arkansas
CSS Arkansas – okręt pancerny (taranowiec) marynarki Skonfederowanych Stanów Ameryki, z okresu wojny secesyjnej w USA. Brał udział w walkach na Missisipi w 1862 roku. Był jednym z rzecznych i przybrzeżnych okrętów pancernych konfederatów, budowanych w układzie kazamatowym, gdzie szkielet z dębowych bali obłożonych warstwami sprasowanej bawełny pokrywano żelaznym pancerzem, najczęściej o grubości 50 mm. Ściany kazamaty były pochyłe dla zwiększenia względnej grubości pancerza i zwiększenia odbijania się pocisków, w burtowych, dziobowych i rufowych ścianach kazamaty znajdowały się otwory strzelnicze dla dział. Okręty wojenne południowców były konstruowane – z powodu braku zaplecza w postaci przemysłu ciężkiego i stoczniowego – przy użyciu dostępnego w miejscu budowy materiału, co z założenia stawiało je na straconych pozycjach wobec floty Unii. Krótkie dzieje CSS „Arkansas” dowodzą, że niekoniecznie tak było.

## Budowa
Pod koniec 1861 roku władze Konfederacji zdecydowały rozpocząć budowę serii silnie uzbrojonych i opancerzonych okrętów, które byłyby zdolne do pokonania zdecydowanie dominującej na wodach przybrzeżnych floty Unii. Na zachodnim teatrze działań budowę okrętów pancernych podjęto w Nowym Orleanie (2), Memphis (2) i Cerro Gordo nad rzeką Tennessee (1). Tymczasem szybkie postępy sił federalnych sprawiły, że wiosną 1862 roku utracono jednostki budowane w Nowym Orleanie i Cerro Gordo. Pozostawało Memphis, gdzie zdołano zwodować tylko pancerny taranowiec CSS „Arkansas”, który w maju odholowano do miejscowości Yazoo City nad rzeką Yazoo (drugi – „Tennessee” – pozostał na pochylni i został spalony przed zajęciem miasta przez siły Unii). Tam, borykając się z ogromnymi trudnościami, spowodowanymi zbyt małymi rozmiarami stoczni i jej nieprzystosowaniem do takich prac, okręt pospiesznie wykończono, uzbrojono, a dowódca, por. Isaac N. Brown, skompletował (choć nie zdołał odpowiednio wyszkolić) załogę.
Uzbrojenie okrętu składało się, według różnych źródeł, z dwóch dział gładkolufowych 9-calowych, dwóch dział 64-funtowych (9-calowych), dwóch dział haubicznych 9-calowych (strzelających granatami), dwóch 6-calowych dział gwintowanych i dwóch dział gładkolufowych 32-funtowych lub dwóch 8-calowych dział gwintowanych Brooke, dwóch dział gładkolufowych 9-calowych i dwóch dział gładkolufowych 32-funtowych. Pancerz kazamaty był z 50-mm (2") płyt żelaznych, na podkładzie drewnianym.

## Służba
W połowie czerwca poziom wód Yazoo zaczął gwałtownie opadać, więc w obawie przed uwięzieniem między mieliznami Brown 20 czerwca ruszył w dół rzeki, do miejsca zwanego Liverpool Landing, gdzie konfederaci budowali umocnienia nadbrzeżne na wypadek, gdyby okręty unionistów zamierzały penetrować tę rzekę. W Liverpool Landing okręt przebywał do końca pierwszej dekady lipca i osiągnął sprawność operacyjną. 14 lipca, wobec dalszego obniżania się poziomu wód, Brown zdecydował się wypłynąć na Missisipi i dostać się do atakowanego przez unionistów, ale silne obwarowanego przez konfederatów Vicksburga. Nie wiedział, że drogę zagradza mu połączona flota admirałów Farraguta i Davisa.

### Przebicie się do Vicksburga
Wieczorem „Arkansas” znalazł się w odległości około 10 kilometrów od ujścia Yazoo do Mississippi, gdzie zatrzymał się na noc. Wyruszył ponownie o świcie 15 lipca 1862 i niespodziewanie napotkał zespół nieprzyjacielski składający się z kanonierki pancernej „Carondelet”, drewnianej kanonierki „Tyler” i taranowca „Queen of the West”. Pierwsza zauważyła pancernik kanonierka „Tyler” i otworzyła do niego ogień, ale zaraz zawróciła uchodząc ku Missisipi, za nią podążył taranowiec i na końcu „Carondelet”. Dowódca „Arkansas” zamierzał taranować kanonierkę i nawet zbliżył się do niej na jakieś 100 metrów, gdy okręt nagle został trafiony w stanowisko dowodzenia, przy czym Brown i jeden z pilotów zostali ranni (drugi pilot zginął). Zrezygnowano więc z taranowania, tym bardziej, że podczas wymiany strzałów zniszczony został system napędowy kanonierki, która osiadła na mieliźnie. Na „Arkansas” najgroźniejsze w skutkach okazało się przebicie komina; paleniska natychmiast straciły ciąg, co spowodowało zmniejszenie ciśnienia w kotłach i spadek prędkości pancernika do niecałych dwóch węzłów. Uszkodzona „Carondelet” jednak uciekając osiadła na płyciźnie.

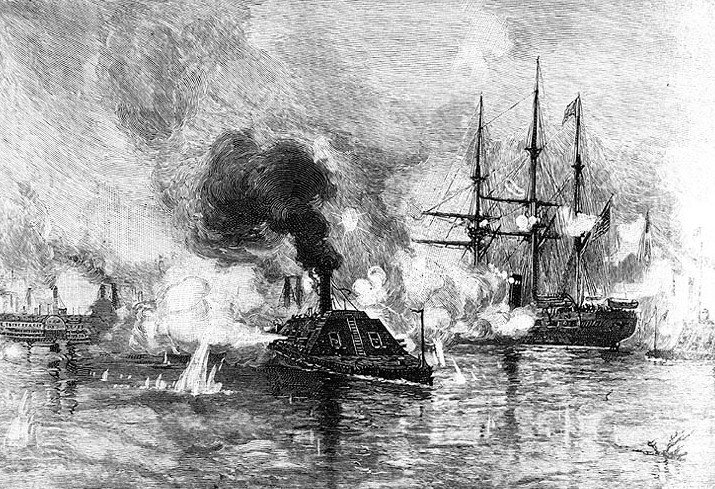
CSS „Arkansas” przebija się obok rzędu okrętów Unii do Vicksburga 15 lipca 1862

Brown wypływając okaleczonym okrętem na Missisipi nie spodziewał się zastać tam floty Farraguta, ale unioniści również nie spodziewali się z tej strony żadnego okrętu nieprzyjaciela. Strzelaninę nad Yazoo uznali za ostrzał pozycji konfederatów przez własne kanonierki. Była godzina 7.15. Jednostki stały na kotwicach, podtrzymując jedynie minimalny ogień pod kotłami. Brown uznał w tej sytuacji, że ma pewne szanse na przebicie się, tym więcej, że prąd w głównym korycie rzeki sięgał 3 węzłów, a unioniści byli zupełnie nieprzygotowani do bitwy.
Pierwsze cztery okręty przeciwnika „Arkansas” minął (cały czas strzelając) bez kłopotu. Dopiero wtedy padły pierwsze strzały unionistów; ogień ten był chaotyczny i niezbyt celny i choć pancernik odniósł dalsze uszkodzenia, o godzinie 7.45 minął ostatni okręt Unii. W tej chwili zaatakowany jednak został przez taranowiec „Lancaster” (jako jedyny zdołał podnieść parę i wejść do akcji), który – trafiony w jeden z kotłów – musiał się wycofać ze znacznymi stratami. W tej sytuacji „Arkansas”, owacyjnie witany przez załogę i mieszkańców Vicksburga, schronił się pod murami twierdzy.
Farragut, pragnąc prawdopodobnie oczyścić się z zarzutu niedołęstwa, jeszcze tego samego dnia nakazał atak i zbombardowanie „Arkansas” zacumowanego pod murami Vicksburga, ale rozkaz wydał zbyt późno i w zapadających ciemnościach unioniści nie widzieli niewysokiej sylwetki pancernika, który otrzymał tylko jedno trafienie. Podobnie nieudane były próby ataku w dniu 22 lipca (przez kanonierkę pancerną USS „Essex” i taranowiec „Queen of the West”), a 24 lipca - wobec opadania wód w Mississippi - Farragut zawrócił swe oceaniczne jednostki do Nowego Orleanu, lekkie jednostki Davisa odpłynęły w górę rzeki do Saint Louis, a blokująca Vicksburg armia gen. Williamsa pomaszerowała do Baton Rouge.

### W drodze do Baton Rouge
Teraz, korzystając z tego, że armia unionistów pozbawiona została wsparcia floty, dowodzący wojskami konfederatów gen. Breckenridge ruszył na czele 3-tysięcznego korpusu na Baton Rouge. Odbicie tego miasta zapewniałoby odzyskanie linii komunikacyjnych wzdłuż 250-kilometrowego koryta rzeki Red River (konfederaci utrzymywali jeszcze port w Houston) i tym samym ubezpieczenie zaplecza własnych sił na południowym zachodzie.
Śladem tych sił ruszył 3 sierpnia w dół Missisipi CSS „Arkansas” z zadaniem pokonania lub przynajmniej odrzucenia sił nawodnych wspierających siły Williamsa. Były to pancerna kanonierka „Essex” z flotylli Davisa oraz kanonierki „Cayuga”, „Kineo” i „Katahdin” Farraguta.
Atak konfederatów na Baton Rouge nastąpił 5 sierpnia bez wsparcia „Arkansas”, który co chwila musiał zatrzymywać się po drodze celem napraw szwankujących maszyn. Pomimo braku wsparcia pancernika konfederaci osiągnęli początkowo sukces (w bitwie zginął gen. Williams), ale później zostali odparci przy wsparciu wspomnianych kanonierek unionistów.
6 sierpnia „Arkansas” znajdował się w odległości zaledwie 11 kilometrów od celu. Unioniści już o tym wiedzieli i wysłali przeciw pancernikowi całą swą flotyllę. Tu w obliczu nieprzyjaciela nastąpiła kolejna awaria systemu napędowego. „Arkansas” został zniesiony na mieliznę, a jego obecny dowódca, (Brown leczył rany na lądzie) por. Stevens, nie widząc innego wyjścia nakazał opuszczenie i podpalenie okrętu. Płonący wrak zszedł samoczynnie z mielizny i – zbliżywszy się do okrętów Unii – eksplodował.

## Podsumowanie
Pancerny okręt konfederatów, mimo że prymitywnie wykonany, zdołał przyczynić się – przynajmniej częściowo – do poważnych strat wśród unionistów i ich wycofania spod Vicksburga, a następnie spod Baton Rouge. Szczątki wraku CSS „Arkansas” nadal spoczywają na dnie Missisipi.